# カーナー・オプチカル
カーナー・オプチカル (Kerner Optical) は、アメリカの特殊効果制作会社である。カリフォルニア州サン・ラファエルに所在する。もともとはインダストリアル・ライト&マジックの一部門であったが、2006年に独立して設立された。
「カーナー・オプチカル」という社名は、かつてILMがカリフォルニア州プレシディオに所在していた頃に使っていた「偽の社名」から来ている。当時のILMは映画ファンが訪れるのを避けたり企業秘密を守るため、その所在を隠していた。厳重な警備や壁などはなく、単純に「Kerner Optical Company」という看板によって町に溶け込んでいた。現在はILMの所在地は公開されており、見学もできる。

## ILMとしての参加作品

### 1980年代以前
- 1977年
  - スター・ウォーズ （アカデミー視覚効果賞受賞）
- 1980年
  - スター・ウォーズ/帝国の逆襲（アカデミー特別業績賞・視覚効果）
- 1981年
  - ドラゴンスレイヤー
  - レイダース/失われたアーク《聖櫃》（アカデミー特別業績賞・視覚効果）
- 1982年
  - E.T.（アカデミー視覚効果賞受賞）
  - スタートレックII カーンの逆襲
- 1983年
  - スター・ウォーズ/ジェダイの復讐（アカデミー視覚効果賞受賞）
- 1984年
  - インディ・ジョーンズ/魔宮の伝説（アカデミー視覚効果賞受賞）
  - スタートレックIII ミスター・スポックを探せ!
- 1985年
  - バック・トゥ・ザ・フューチャー
  - コクーン（アカデミー視覚効果賞受賞）
- 1986年
  - スタートレックIV 故郷への長い道
- 1987年
  - インナースペース（アカデミー視覚効果賞受賞）
- 1988年
  - ロジャー・ラビット（アカデミー視覚効果賞受賞）
- 1989年
  - アビス（アカデミー視覚効果賞受賞）
  - バック・トゥ・ザ・フューチャー PART2
  - インディ・ジョーンズ/最後の聖戦

### 1990年代
- 1990年
  - バック・トゥ・ザ・フューチャー PART3
  - トータル・リコール
  - レッド・オクトーバーを追え!
  - ダイ・ハード2
  - 夢（黒澤明監督）
- 1991年
  - ターミネーター2 （アカデミー視覚効果賞受賞）
  - フック
  - バックドラフト
  - スタートレックVI 未知の世界
  - ロケッティア
- 1992年
  - 永遠に美しく…（アカデミー視覚効果賞受賞）
- 1993年
  - ジュラシック・パーク（アカデミー視覚効果賞受賞）
  - シンドラーのリスト
- 1994年
  - フォレスト・ガンプ/一期一会 （アカデミー視覚効果賞受賞）
  - マスク（アカデミー視覚効果賞ノミネート）
- 1995年
  - キャスパー
  - ジュマンジ
- 1996年
  - ツイスター
  - ドラゴンハート（アカデミー視覚効果賞ノミネート）
  - ミッション:インポッシブル
- 1997年
  - メン・イン・ブラック
  - コンタクト
  - スピード2
  - タイタニック（アカデミー視覚効果賞受賞）
  - ロスト・ワールド/ジュラシック・パーク（アカデミー視覚効果賞ノミネート）
- 1998年
  - プライベート・ライアン
- 1999年
  - マグノリア
  - スター・ウォーズ エピソード1/ファントム・メナス（アカデミー視覚効果賞ノミネート）

### 2000年代
- 2000年
  - パーフェクト ストーム（アカデミー視覚効果賞ノミネート）
  - スペース カウボーイ
- 2001年
  - A.I.（アカデミー視覚効果賞ノミネート）
  - ハリー・ポッターと賢者の石
  - パール・ハーバー（アカデミー視覚効果賞ノミネート）
  - ジュラシック・パークIII
- 2002年
  - マイノリティ・リポート
  - タイムマシン
  - ハリー・ポッターと秘密の部屋
  - スター・ウォーズ エピソード2/クローンの攻撃（アカデミー視覚効果賞ノミネート）
- 2003年
  - ターミネーター3
  - パイレーツ・オブ・カリビアン/呪われた海賊たち
  - ハルク
  - マトリックス リローデッド
  - マトリックス レボリューションズ
- 2004年
  - デイ・アフター・トゥモロー
  - ハリー・ポッターとアズカバンの囚人（アカデミー視覚効果賞ノミネート）
  - ヴァン・ヘルシング
- 2005年
  - スター・ウォーズ エピソード3/シスの復讐
  - 宇宙戦争（アカデミー視覚効果賞ノミネート）
  - マスク2
  - ハリー・ポッターと炎のゴブレット
  - ナルニア国物語/第1章:ライオンと魔女

## カーナー・オプチカルとしての参加作品
- パイレーツ・オブ・カリビアン/デッドマンズ・チェスト
- パイレーツ・オブ・カリビアン/ワールド・エンド
- トランスフォーマー
- エバン・オールマイティ
- アイアンマン
- インディ・ジョーンズ/クリスタル・スカルの王国
- ウォーリー
- ターミネーター4
- アイアンマン2
- プリースト
- カウボーイ & エイリアン